# Abby Williams Hill

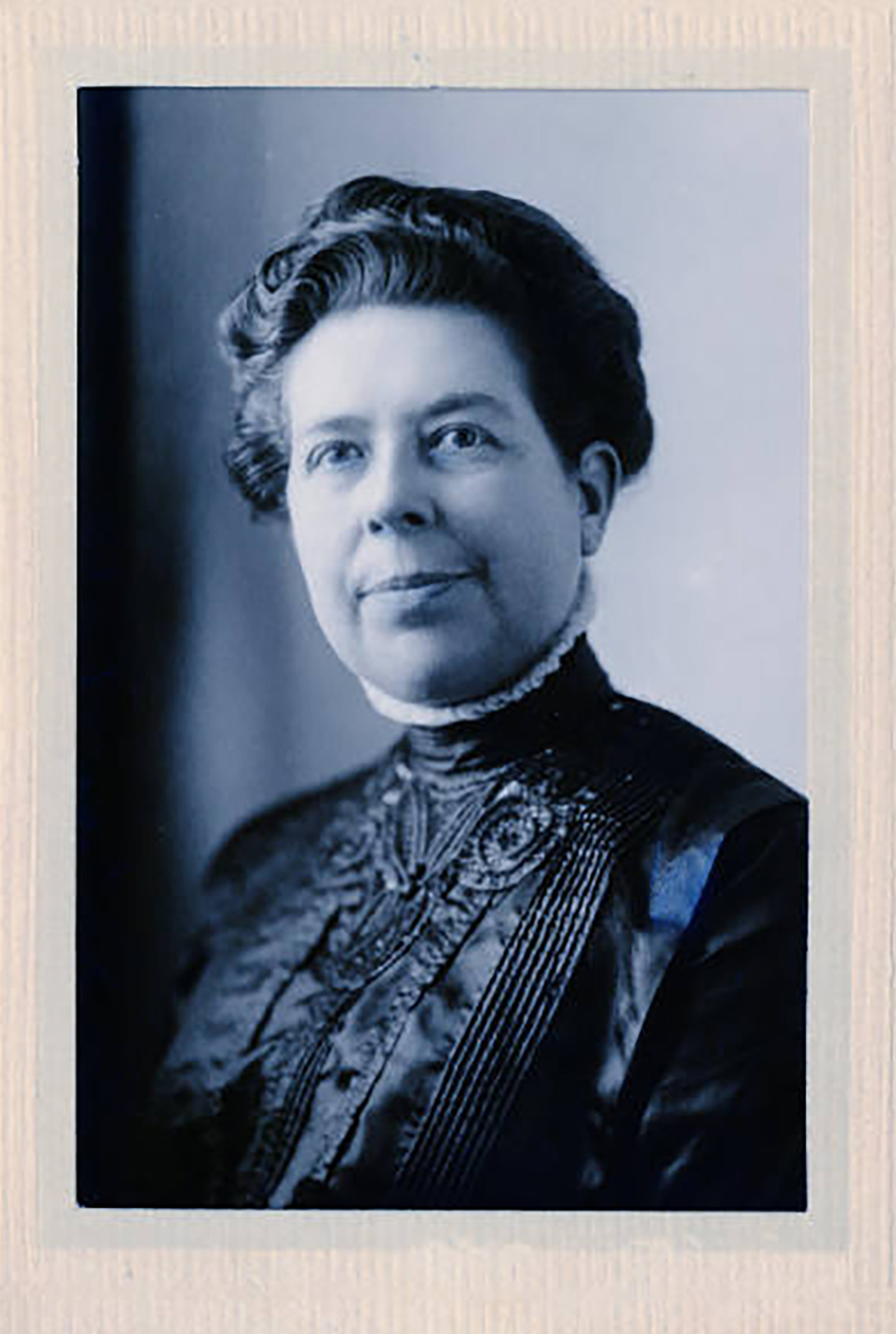
Porträt von Abby Williams Hill. Collins Memorial Library, University of Puget Sound

Abby Rhoda Williams Hill (* 25. September 1861 in Grinnell, Iowa; † 14. Mai 1943 in San Diego, Kalifornien) war eine US-amerikanische Freilichtmalerin und Aktivistin, die vor allem für ihre Landschaftsmalerei des amerikanischen Westens bekannt ist.

## Leben

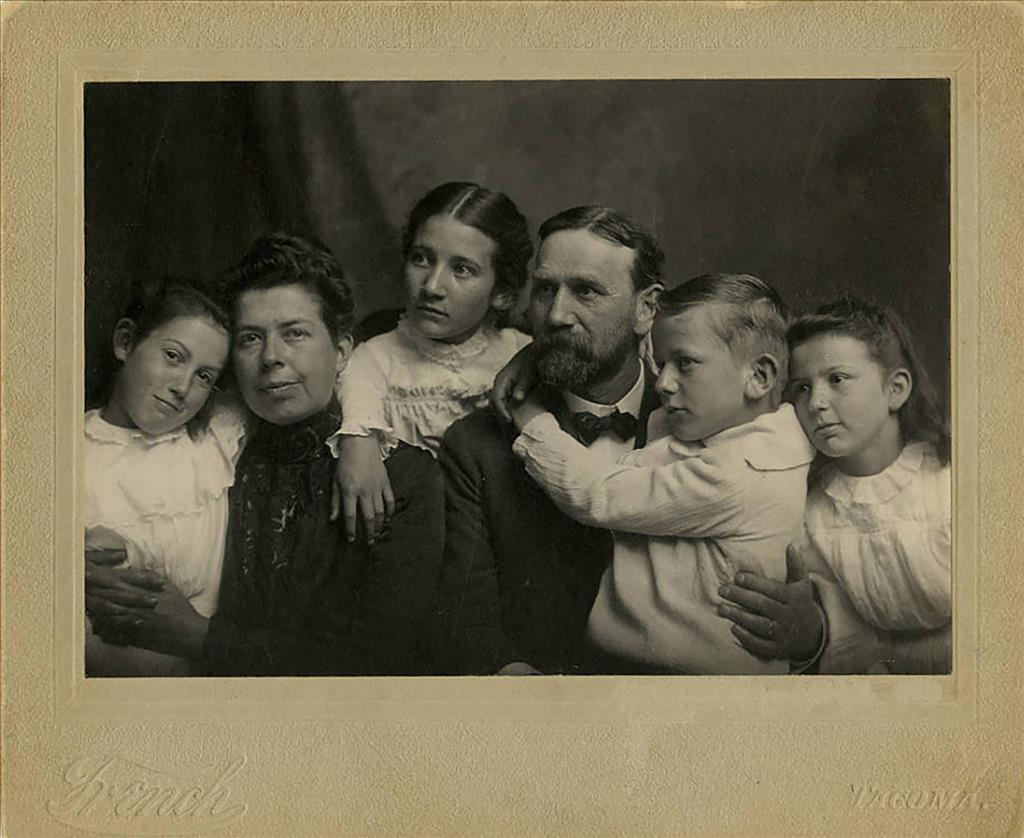
Familienfoto, 1901 in einem Studio in Tacoma aufgenommen. Von links: Ina, Abby, Ione, Frank, Romayne und Eulalie. Collins Memorial Library, University of Puget Sound

Abby Rhoda Williams wurde 1861 in Grinnell als Tochter von Henry W. und Hanett Hubbard Williams geboren. Schon früh wurde sie von ihrer Familie, insbesondere von ihrer Tante Ruth Hubbard, künstlerisch gefördert. Sie studierte Kunst am Art Institute of Chicago und später an der Art Students League of New York, wo sie unter anderem von William Merritt Chase unterrichtet wurde. 1888 heiratete sie den Arzt Frank R. Hill; das Paar ließ sich in Tacoma, Washington nieder und bekam vier Kinder, von denen die drei Töchter adoptiert waren. 
Abby Williams Hill spezialisierte sich auf die Freilichtmalerei und schuf eindrucksvolle Landschaftsgemälde des amerikanischen Westens. 1903 beauftragte die Great Northern Railway Hill mit einer Reihe von Landschaftsbildern für Werbezwecke und für die Ausstellung auf der Louisiana Purchase Exposition 1904 in St. Louis. Als Honorar erhielt sie vier 1000-Meilen-Zugtickets und behielt das Eigentum an ihren Werken. Von Juni bis September unternahm sie mit ihren Kindern fünf Reisen zu den North Cascades. Die Bedingungen waren oft schwierig: schlechtes Wetter, unhöfliches Bahnpersonal, Temperaturen, bei denen sie die Tuben nicht mehr halten konnte, nachdem sie sie in der Sonne liegen gelassen hatte, Moskitos, und einmal musste sie eine Stunde lang die Schlacke von der noch feuchten Farbe entfernen. Am Ende hatte sie 21 Werke fertiggestellt, darunter Gemälde des Tumwater Canyon, des Mt. Index, des Mt. Perseus, des Chelan Lake, der Chelan Gorge, des Horseshoe Basin, mehrerer Waldszenen und eines namenlosen Berges. Sie erkundigte sich beim U.S. Geological Survey nach dem Berg, durfte sich einen Namen aussuchen und entschied sich für Mount Booker zu Ehren von Booker T. Washington. Ende Juli 1904 erhielt Hill von der Northern Pacific Railroad den Auftrag, zehn Landschaftsbilder zu malen. Im Gegenzug erhielt sie Bahnfahrkarten und vereinbarte, dass sie ihre Werke nach fünf Jahren zurückerhalten würde.
Im Herbst 1905 hielt sie sich im Flathead-Indianer-Reservat in Montana auf. Die Northern Pacific erteilte ihr 1906 einen dritten Auftrag. Diesmal konzentrierte sie sich auf das Upper Geyser Basin, reiste aber zunächst mit Frank und Romayne durch den Yellowstone-Nationalpark. Die Mädchen blieben im Reservat, da man eine Masern-Epidemie befürchtete, an denen sie zuvor noch nicht erkrankt waren. Am Ende der Saison hatte sie etwa 15 Werke geschaffen und malte in Montana Landschaften und das, was sie als ihre „besten Indianerbilder“ bezeichnete. Als ihr Mann 1911 an einer schweren Depression erkrankte, zog die Familie nach Laguna Beach, Kalifornien, wo Abby Williams Hill zu den Gründungsmitgliedern der Laguna Beach Art Association gehörte. Nach dem Tod ihres Mannes 1938 verschlechterte sich ihr Gesundheitszustand und sie wurde bettlägerig. Abby Williams Hill starb am 14. Mai 1943 in San Diego, Kalifornien.
Neben ihrer künstlerischen Tätigkeit engagierte sich Abby Williams Hill für Kinderrechte und Bildung. In den Jahren nach ihrem dritten Malauftrag widmete Hill einen Großteil ihrer Zeit fortschrittlichen Anliegen und Reisen in den USA und Europa. Insbesondere ihre Leidenschaft für Kindererziehung führte sie 1906 zur Gründung des Washington State Congress of Mothers, des Vorläufers der Parent Teacher Association (PTA), deren Präsidentin sie bis 1911 war.

## Werk
Abby Williams Hills Werk umfasst etwa 150 Ölgemälde und Tuschzeichnungen, die zwischen 1886 und 1934 entstanden sind. Ein Großteil dieser Arbeiten befindet sich in der Abby Williams Hill Memorial Collection der University of Puget Sound. Ihre Gemälde zeichnen sich durch lebendige Darstellungen der amerikanischen Landschaft aus und spiegeln ihre Leidenschaft für die Natur und das Reisen wider. 

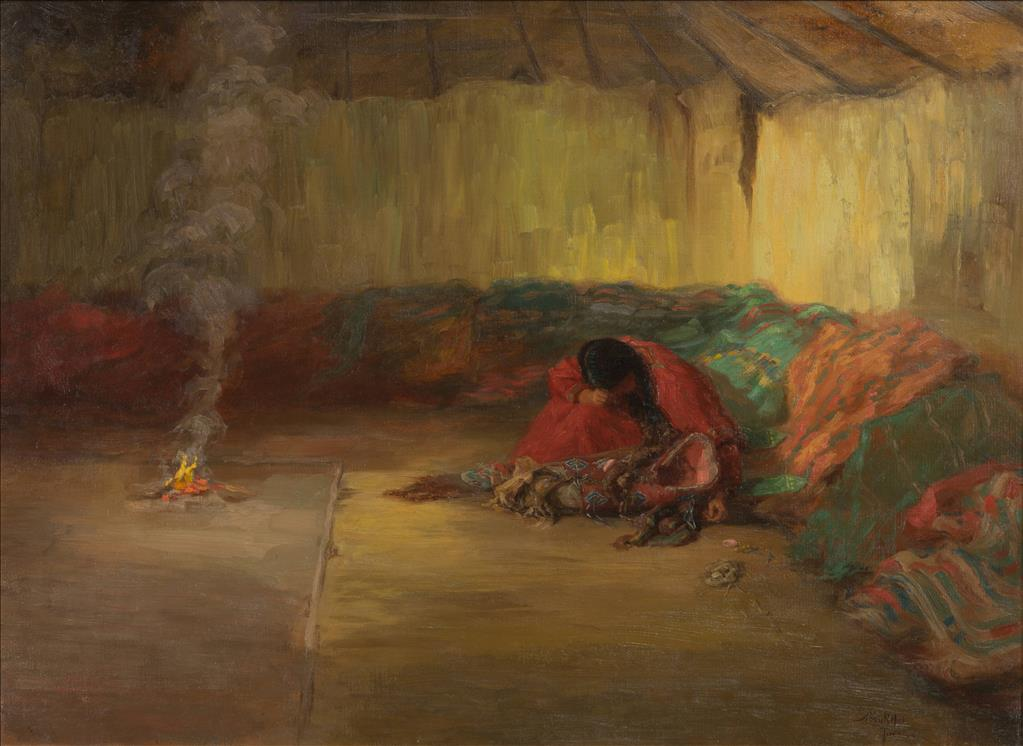
Empty Papoose Case, 1906
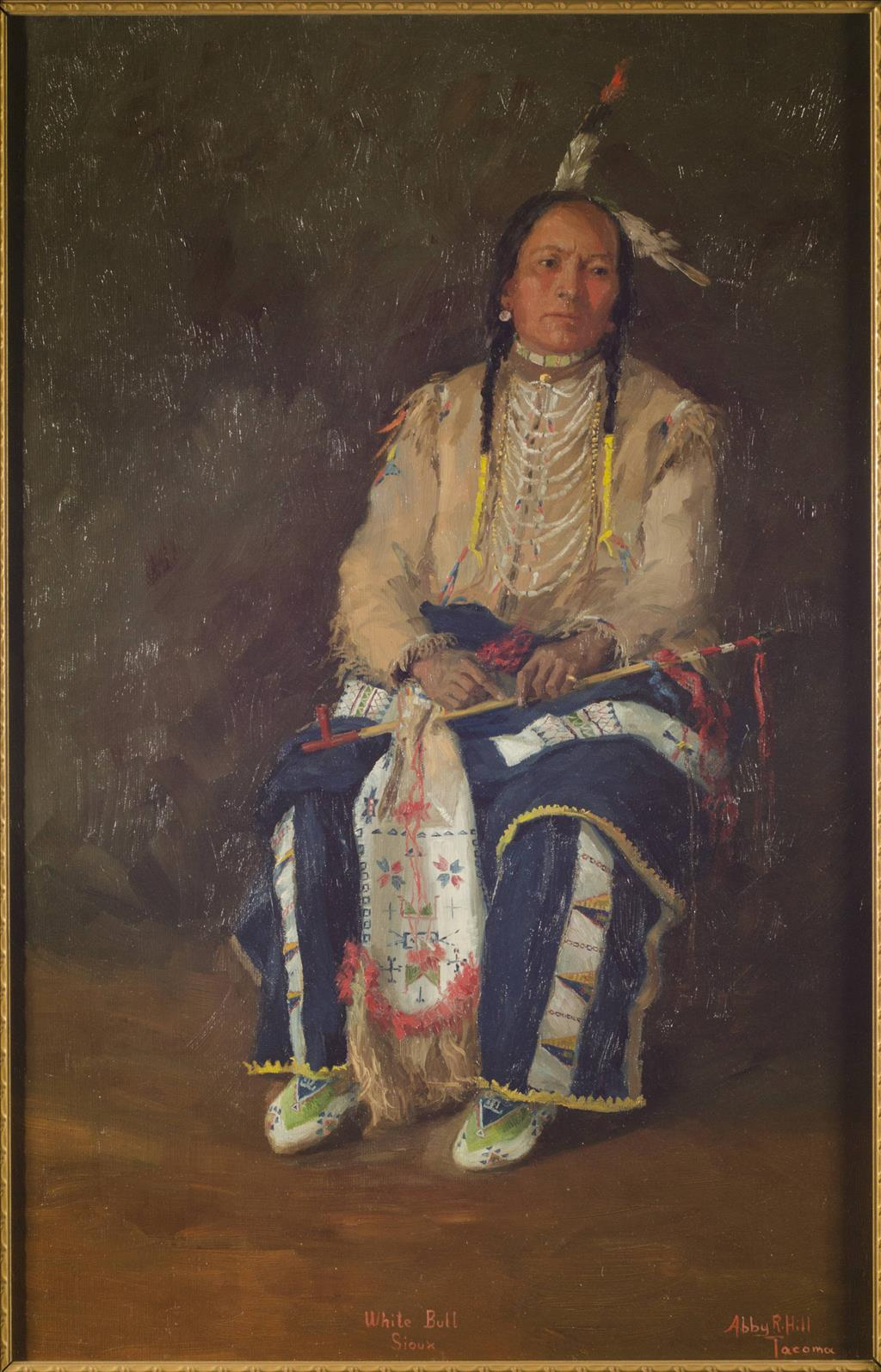
Porträt von Ta-Tan-Ka-Ska, Häuptling der Porcupine Division der Sioux Nation, 1905
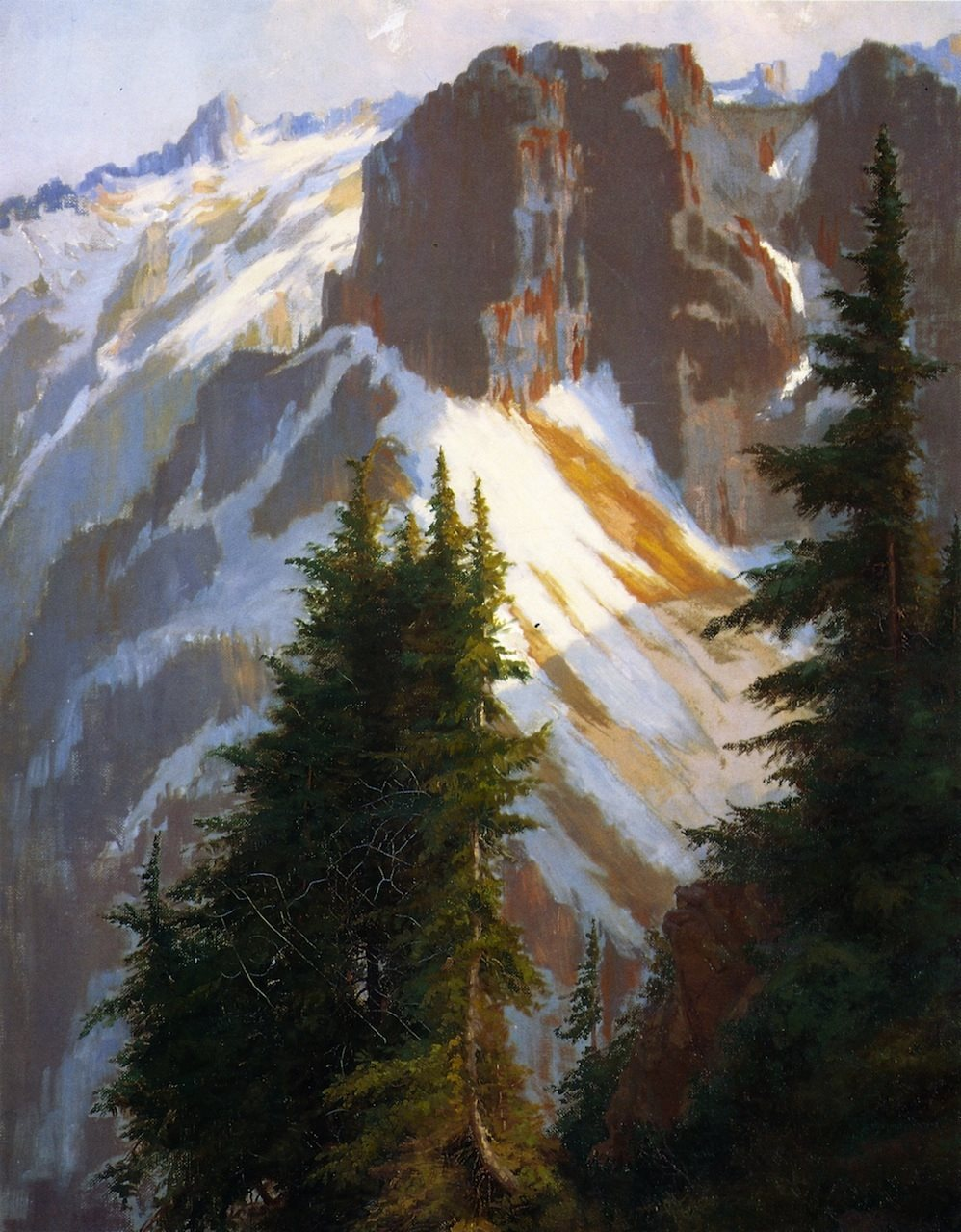
Balsatic rocks, 1904
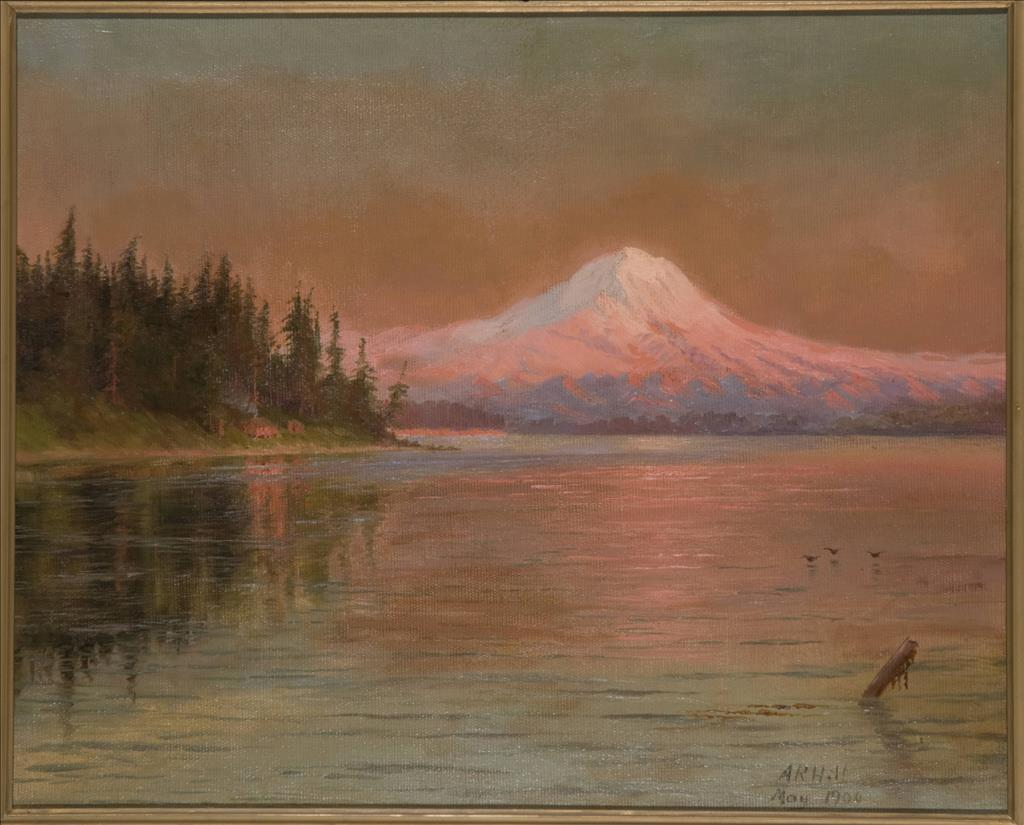
Mount Rainier von Vashon Island aus, 1900
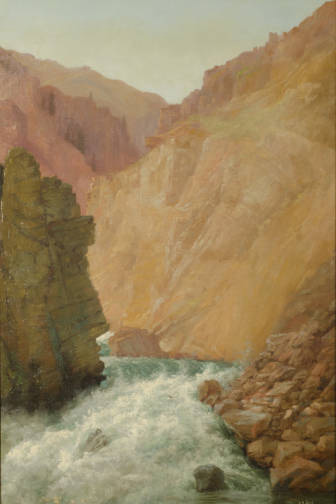
Schlucht in Chelan County, Washington, Kaskadengebirge, 1903